# Division 1 1932-33
La Division 1 1932-33 fue la primera temporada del fútbol francés profesional. El Olympique Lillois fue el campeón derrotando en la final al AS Cannes.

## Equipos participantes
| Grupo A - Club français - Hyères Football Club - Olympique Lillois - Olympique de Marsella - FC Mulhouse - OGC Nice - SC Nîmes - RC Paris - Excelsior AC Roubaix - FC Sète |  | Grupo B - Olympique Alès - FC Antibes - AS Cannes - SC Fives - FC Metz - SO Montpellier - CA Paris - Red Star Olympique - Stade Rennais UC - FC Sochaux-Montbéliard |

## Grupo A

### Clasificación
| Pos. | Equipo                   | Pts. | PJ | G  | E | P  | GF | GC | Dif. | Clasificación         |
| ---- | ------------------------ | ---- | -- | -- | - | -- | -- | -- | ---- | --------------------- |
| 1    | Olympique Lillois (C, O) | 28   | 18 | 14 | 0 | 4  | 41 | 23 | +18  | Acceso a la Final     |
| 2    | Olympique de Marsella    | 23   | 18 | 10 | 3 | 5  | 40 | 24 | +16  |                       |
| 3    | RC Paris                 | 21   | 18 | 8  | 5 | 5  | 40 | 36 | +4   |                       |
| 4    | FC Sète                  | 20   | 18 | 8  | 4 | 6  | 32 | 32 | 0    |                       |
| 5    | SC Nîmes                 | 19   | 18 | 8  | 3 | 7  | 37 | 38 | −1   |                       |
| 6    | Excelsior AC Roubaix     | 18   | 18 | 5  | 8 | 5  | 32 | 37 | −5   |                       |
| 7    | OGC Nice                 | 15   | 18 | 5  | 5 | 8  | 26 | 32 | −6   |                       |
| 8    | Club Français (D)        | 13   | 18 | 5  | 3 | 10 | 43 | 50 | −7   | Descenso a Division 2 |
| 9    | Hyères FC (D)            | 12   | 18 | 4  | 4 | 10 | 22 | 29 | −7   | Descenso a Division 2 |
| 10   | FC Mulhouse (D)          | 11   | 18 | 4  | 3 | 11 | 36 | 48 | −12  | Descenso a Division 2 |

 Fuente: footballdatabase.eu

### Resultados
| Local \ Visitante     | EXC | FRA | HYE | LIL | MAR | MUL | NIC | NIM | RCP | SET |
| --------------------- | --- | --- | --- | --- | --- | --- | --- | --- | --- | --- |
| Excelsior AC Roubaix  | —   | 4–1 | 2–1 | 2–1 | 2–1 | 2–2 | 2–2 | 4–4 | 1–1 | 0–3 |
| Club Français         | 2–2 | —   | 2–2 | 1–3 | 6–2 | 5–0 | 2–0 | 5–2 | 5–5 | 2–3 |
| Hyères FC             | 3–1 | 3–1 | —   | 0–1 | 1–1 | 1–1 | 1–0 | 2–2 | 1–2 | 1–2 |
| Olympique Lillois     | 2–0 | 5–3 | 2–1 | —   | 1–2 | 2–0 | 3–0 | 4–0 | 4–1 | 4–2 |
| Olympique de Marsella | 2–2 | 5–1 | 1–2 | 7–0 | —   | 3–1 | 1–0 | 2–0 | 1–0 | 3–1 |
| FC Mulhouse           | 6–2 | 2–3 | 3–1 | 1–2 | 1–4 | —   | 5–2 | 3–4 | 3–5 | 3–1 |
| OGC Nice              | 2–2 | 2–0 | 2–1 | 2–3 | 1–0 | 5–2 | —   | 2–3 | 0–0 | 2–2 |
| SC Nîmes              | 3–1 | 2–0 | 3–0 | 0–3 | 1–3 | 3–1 | 2–0 | —   | 5–1 | 1–3 |
| RC Paris              | 2–2 | 4–1 | 2–1 | 0–1 | 3–1 | 2–1 | 2–2 | 3–1 | —   | 5–3 |
| FC Sète               | 0–2 | 3–2 | 1–0 | 1–0 | 1–1 | 1–1 | 1–2 | 1–1 | 3–2 | —   |

## Grupo B

### Clasificación
| Pos. | Equipo                 | Pts. | PJ | G  | E | P  | GF | GC | Dif. | Clasificación         |
| ---- | ---------------------- | ---- | -- | -- | - | -- | -- | -- | ---- | --------------------- |
| 1    | FC Antibes             | 24   | 18 | 10 | 4 | 4  | 39 | 21 | +18  | Acceso a la Final     |
| 2    | AS Cannes              | 22   | 18 | 8  | 6 | 4  | 37 | 24 | +13  |                       |
| 3    | FC Sochaux-Montbéliard | 22   | 18 | 9  | 4 | 5  | 40 | 31 | +9   |                       |
| 4    | SO Montpellier         | 21   | 18 | 9  | 3 | 6  | 37 | 36 | +1   |                       |
| 5    | CA Paris               | 20   | 18 | 8  | 4 | 6  | 38 | 37 | +1   |                       |
| 6    | Stade Rennais UC       | 18   | 18 | 7  | 4 | 7  | 41 | 36 | +5   |                       |
| 7    | SC Fives               | 17   | 18 | 6  | 5 | 7  | 42 | 48 | −6   |                       |
| 8    | Red Star Olympique (D) | 14   | 18 | 4  | 6 | 8  | 38 | 29 | +9   | Descenso a Division 2 |
| 9    | FC Metz (D)            | 13   | 18 | 5  | 3 | 10 | 25 | 51 | −26  | Descenso a Division 2 |
| 10   | Olympique Alès (D)     | 9    | 18 | 2  | 5 | 11 | 25 | 49 | −24  | Descenso a Division 2 |

 Fuente: footballdatabase.eu

### Resultados
| Local \ Visitante      | ALE | ANT | CAN | FIV | MET | MON | CAP | RED | REN | SOC |
| ---------------------- | --- | --- | --- | --- | --- | --- | --- | --- | --- | --- |
| Olympique Alès         | —   | 3–3 | 2–4 | 7–4 | 2–3 | 2–2 | 2–1 | 0–0 | 4–4 | 0–1 |
| FC Antibes             | 0–0 | —   | 1–0 | 5–0 | 1–1 | 0–2 | 3–0 | 2–0 | 3–1 | 4–1 |
| AS Cannes              | 2–0 | 3–0 | —   | 5–5 | 0–1 | 3–0 | 2–2 | 2–1 | 3–0 | 1–1 |
| SC Fives               | 3–0 | 0–5 | 1–1 | —   | 8–1 | 2–3 | 0–2 | 3–2 | 4–4 | 2–2 |
| FC Metz                | 4–0 | 3–2 | 0–2 | 0–0 | —   | 2–1 | 2–3 | 1–7 | 1–2 | 0–3 |
| SO Montpellier         | 2–0 | 2–1 | 1–2 | 4–2 | 7–3 | —   | 3–4 | 1–1 | 1–0 | 2–0 |
| CA Paris               | 2–1 | 2–3 | 1–1 | 1–2 | 2–1 | 2–2 | —   | 2–2 | 3–1 | 3–5 |
| Red Star Olympique     | 5–0 | 2–3 | 1–1 | 0–1 | 2–2 | 4–0 | 3–4 | —   | 6–2 | 0–1 |
| Stade Rennais UC       | 4–0 | 0–0 | 5–4 | 0–1 | 4–0 | 6–1 | 3–1 | 3–1 | —   | 1–1 |
| FC Sochaux-Montbéliard | 5–2 | 1–3 | 2–1 | 6–4 | 5–0 | 2–3 | 1–3 | 1–1 | 2–1 | —   |

## Final
| Equipos           | Olympique Lillois - AS Cannes |
| Resultado         | 4 - 3 |
| Fecha             | 14 de mayo de 1933 |
| Estadio           | Stade Olympique Yves-du-Manoir, Colombes 12 000 espectadores                                                                               |
| Árbitro           | |
| Goles             | Barrett (25'), Varga (30'), Winckelmans (75', 86') para Olympique Lillois - Fecchino (59'), Calecca (78'), Tourniaire (82') para AS Cannes |
| Olympique Lillois | Défossé; Vandooren, Théry; Meuris, MacGowan, Beaucourt; Decottignies, Varga, Delannoy, Amard, Winckelmans                                  |
| AS Cannes         | Roux; Tourniaire, Nagy; Béraudo, Kvasz, Cler; Calecca, Fecchino, Bardot, Hilier, Cornelli                                                  |

## Goleadores
| #  | Jugador           | Nacionalidad        | Club                  | Goles |
| -- | ----------------- | ------------------- | --------------------- | ----- |
| 1  | Robert Mercier    | Francia             | Club français         | 15    |
| -  | Walter Kaiser     | República de Weimar | Stade Rennais UC      | 15    |
| 3  | Joseph Alcázar    | Francia             | Olympique de Marsella | 14    |
| -  | Pierre Fecchino   | Francia             | AS Cannes             | 14    |
| 5  | Johann Hans Klima | Austria             | FC Antibes            | 13    |
| -  | Renato Finamore   | Uruguay             | Red Star Olympique    | 13    |
| 7  | Robert Saint-Pé   | Francia             | SC Fives              | 12    |
| -  | Istvan Zavadsky   | Hungría             | SO Montpellier        | 12    |
| -  | Pierre Bertrand   | Francia             | Red Star Olympique    | 12    |
| 10 | André Cheuva      | Francia             | SC Fives              | 11    |
| -  | Ernest Liberati   | Francia             | SC Fives              | 11    |
| -  | Julien Dominique  | Francia             | Stade Rennais UC      | 11    |